# Найба (река)
На́йба — река на острове Сахалин, четвертая по протяжённости река Сахалинской области. Протекает по территории Долинского городского округа Сахалинской области. Длина реки — 119 км, площадь водосборного бассейна — 1660 км².
Название произошло от айнского Найбучи — «речные устья».
Берёт начало на хребте Шренка (гора Рудановского) в системе Западно-Сахалинских гор. Общее направление течения — с северо-запада на юго-восток, только в самом нижнем течении поворачивает на север. Впадает в Охотское море. На реке стоит город Долинск и сёла Быков, Углезаводск, находится рыборазводный завод Залом.

## Данные водного реестра
По данным государственного водного реестра России относится к Амурскому бассейновому округу.
Код объекта в государственном водном реестре — 20050000212118300005536.

## Крупные притоки
В таблице приведены сводные данные по крупным притокам Найбы длиной более 10 км, исходный порядок дан по расстоянию устья притоков от устья Найбы.
| Рассто- яние (км) | Название притока | Расположение притока | Длина (км) | Бассейн (км²) |
| ----------------- | ---------------- | -------------------- | ---------- | ------------- |
| 0,6               | Лебяжья          | Левый                | 30         | 161           |
| 13                | Стародубка       | Правый               | 10         | 15            |
| 21                | Большой Такой    | Правый               | 59         | 723           |
| 48                | Щадринка         | Правый               | 12         | 30            |
| 55                | Красноярка       | Правый               | 31         | 200           |
| 63                | Сейм             | Правый               | 18         | 50            |
| 75                | Десна            | Правый               | 17         | 62            |
| 91                | Донская          | Левый                | 13         | 42            |
| 92                | Султанка         | Правый               | 13         | 25            |